# Estação Ferroviária do Dondo
Dondo é uma interface ferroviária do Ramal do Dondo que serve a cidade do mesmo nome, em Angola.

## Serviços
A interface é o terminal do serviço de médio curso do Caminho de Ferro de Luanda. Em 2010, o antigo edifício de passageiros encontrava-se degradado, ao lado do novo. A arquitectura é parecida à das estações de Zanga e Lombe.